# Jan Leś (polityk)
Jan Leś (ur. 30 października 1918 w Byczynie, zm. ?) – polski polityk i związkowiec, poseł na Sejm PRL VI, VII i VIII kadencji, w latach 1971–1980 przewodniczący Związku Zawodowego Górników w Polsce.

## Życiorys
Syn Jana i Marii. W okresie II RP pracował jako pomocnik murarski, drwal i robotnik drogowy. W latach 1934–1936 należał do Organizacji Młodzieży Towarzystwa Uniwersytetu Robotniczego. Podczas okupacji niemieckiej związany z partyzantką działającą w rejonie rodzinnej miejscowości. W 1940 został wywieziony na roboty do Niemiec, skąd uciekł. W latach 1940–1945 był górnikiem w kopalni węgla w Jaworznie. Po ukończeniu technikum w Bytomiu został kierownikiem wydziału ekonomicznego katowickiej Okręgowej Komisji Związków Zawodowych.
W 1945 wstąpił do Polskiej Partii Robotniczej oraz do Milicji Obywatelskiej. W 1948 wraz z PPR przystąpił do Polskiej Zjednoczonej Partii Robotniczej. Był przewodniczącym Gromadzkiej Rady Narodowej w Byczynie. Ukończył w 1952 szkołę partyjną przy Komitecie Centralnym PZPR i do 1955 kierował wydziałem ekonomicznym Komitetu Wojewódzkiego PZPR w Poznaniu, potem był m.in. kierownikiem wydziału węglowego KW PZPR w Katowicach. Na Politechnice Gliwickiej uzyskał dyplom inżyniera górniczego. W 1961 został I sekretarzem Komitetu Miejskiego PZPR w Katowicach, w 1966 – sekretarzem KW, a w 1969 przewodniczącym Wojewódzkiej Komisji Kontroli Partyjnej, którym był do 1971. Na VI Zjeździe PZPR w grudniu 1971 wybrano go na członka Komitetu Centralnego. W 1972 uzyskał mandat posła na Sejm PRL VI kadencji z okręgu Rybnik. Zasiadał w Komisji Górnictwa, Energetyki i Chemii. W 1976 i 1980 uzyskiwał reelekcję z okręgu Dąbrowa Górnicza. Zasiadał w komisjach sejmowych: VII kadencja – Komisja Górnictwa, Energetyki i Chemii, VIII kadencja – Komisja Górnictwa, Energetyki i Chemii oraz Komisja Spraw Wewnętrznych i Wymiaru Sprawiedliwości.
W 1972 na X Krajowym Zjeździe Delegatów Związku Zawodowego Górników wybrany został na przewodniczącego tejże organizacji (funkcję tę objął już w 1971, po odejściu na emeryturę Michała Specjała). Był nim do 1980.

## Odznaczenia[1]
- Order Sztandaru Pracy I klasy
- Order Sztandaru Pracy II klasy (1964)[4]
- Krzyż Kawalerski Orderu Odrodzenia Polski
- Złoty Krzyż Zasługi
- Medal jubileuszowy „W upamiętnieniu 100-lecia urodzin Władimira Iljicza Lenina” (Związek Radziecki, 1971)[5]